# Auletobius fumigatus
Auletobius fumigatus is een keversoort uit de familie Rhynchitidae. De wetenschappelijke naam van de soort is voor het eerst geldig gepubliceerd in 1874 door Roelofs.